# Spring Arbor (Michigan)
Spring Arbor – jednostka osadnicza w Stanach Zjednoczonych, w stanie Michigan, w hrabstwie Jackson.